# Qormi Football Club
Maillots
Le Qormi Football Club est un club maltais de football basé à Qormi, fondé en 1961.
Le club est promu pour la première fois de son histoire en première division lors de l'année 1967.

## Historique
- 1961 : fondation du club après la fusion de Qormi Youngsters et Qormi United

Le club connu sa meilleure saison en 2007-2008, en devenant vice-champion de deuxième division et gagnant sa promotion pour la première division. Le club termine 3e en 2008-2009, étant à égalité de points avec Sliema Wanderers (4e), un match de play off doit décider de la qualification pour la Ligue Europa, Qormi perd 0-2 et ne participera pas à la campagne européenne. Les années suivantes le club parvient trois fois en finale de la coupe (2010, 2011 et 2012), mais était régulièrement confronté en championnat dans la lutte pour le maintien. La relégation interviendra à la fin de la saison 2015-2016, Qormi retrouvera la première division en 2018.

## Palmarès
- Coupe de Malte
  - Finaliste : 2010, 2012 et 2013